# Championnat du monde junior de hockey sur glace 1974
Navigation
Championnat du monde junior 1975
Le Championnat du monde junior de hockey sur glace 1974 est un tournoi non officiel de hockey sur glace junior disputé du 27 décembre 1973 au 4 janvier 1974 à Léningrad en Union soviétique. Six équipes y prennent part : le Canada, représenté par les Petes de Peterborough de la Ligue de hockey de l'Ontario, les États-Unis, la Finlande, la Suède, la Tchécoslovaquie et l'Union soviétique. L'équipe hôte s'impose en remportant toutes ses rencontres, devançant la Finlande et le Canada.
Depuis 1977, la Fédération internationale de hockey sur glace organise son propre championnat du monde junior.

## Résultats
|  | Tchécolsovaquie | 6-4 (3-1, 1-2, 2-1) | Suède |  |

|  | Canada | 5-4 (1-1, 1-2, 3-1) | États-Unis |  |

|  | Union soviétique | 6-2 (1-1, 3-1, 2-0) | Finlande |  |

|  | Suède | 9-4 (1-2, 6-2, 2-0) | Finlande |  |

|  | États-Unis | 1-11 (0-6, 1-1, 0-4) | Suède |  |

|  | Union soviétique | 7-5 (1-0, 6-2, 0-3) | Tchécoslovaquie |  |

|  | Finlande | 4-3 (2-1, 0-2, 2-0) | Canada |  |

|  | Union soviétique | 5-4 (2-2, 2-2, 1-0) | Suède |  |

|  | Finlande | 5-1 (2-0, 2-0, 1-1) | États-Unis |  |

|  | Canada | 4-2 (2-0, 1-1, 1-1) | Tchécoslovaquie |  |

|  | Finlande | 6-4 (4-1, 1-2, 1-1) | Tchécoslovaquie |  |

|  | Canada | 5-4 (1-2, 1-1, 3-1) | Suède |  |

|  | Union soviétique | 9-1 (3-0, 1-1, 5-0) | États-Unis |  |

|  | États-Unis | 3-2 (0-1, 2-1, 1-0) | Tchécoslovaquie |  |

|  | Union soviétique | 9-0 (1-0, 3-0, 5-0) | Canada |  |

| Clt   | Équipe           | PJ | V | D | N | BP | BC | Diff | Pts |
| ----- | ---------------- | -- | - | - | - | -- | -- | ---- | --- |
| +001, | Union soviétique | 5  | 5 | 0 | 0 | 36 | 12 | +24  | 10  |
| +002, | Finlande         | 5  | 3 | 2 | 0 | 21 | 23 | -2   | 6   |
| +003, | Canada           | 5  | 3 | 2 | 0 | 17 | 23 | -6   | 6   |
| +004, | Suède            | 5  | 2 | 3 | 0 | 32 | 21 | +11  | 4   |
| +005, | États-Unis       | 5  | 1 | 4 | 0 | 10 | 32 | -22  | 2   |
| +006, | Tchécoslovaquie  | 5  | 1 | 4 | 0 | 19 | 24 | -5   | 2   |

- Vainqueur du Championnat du monde junior 1974

## Honneurs individuels
- Meilleur gardien de but : Frank Salive (Canada)
- Meilleur défenseur : Vladimir Koutcherenko (Union soviétique)
- Meilleur attaquant : Mats Ulander (Suède)

- Équipe type :

| Gardien | Tapio Virhimo (Finlande) | Tapio Virhimo (Finlande) | Tapio Virhimo (Finlande) | Tapio Virhimo (Finlande) | Tapio Virhimo (Finlande) | Tapio Virhimo (Finlande) |
| Défense | Jim Turkiewicz (Canada)  | Jim Turkiewicz (Canada)  | Jim Turkiewicz (Canada)  | Paul McIntosh (Canada)   | Paul McIntosh (Canada)   | Paul McIntosh (Canada)   |
| Attaque | Thomas Gradin (Suède)    | Thomas Gradin (Suède)    | Roland Eriksson (Suède)  | Roland Eriksson (Suède)  | Ismo Villa (Finlande)    | Ismo Villa (Finlande)    |

## Statistiques individuelles
| Joueur              | PJ | B | A | Pts |
| ------------------- | -- | - | - | --- |
| Roland Eriksson     | 5  | 5 | 4 | 9   |
| Viktors Hatuļevs    |    | 3 | 6 | 9   |
| Edmunds Vasiļjevs   |    | 7 | 1 | 8   |
| Mats Ulander        | 5  | 7 | 1 | 8   |
| Boris Aleksandrov   |    | 6 | 1 | 7   |
| Thomas Gradin       | 5  | 4 | 3 | 7   |
| Doug Jarvis         | 5  | 2 | 5 | 7   |
| Viktor Vakhrouchev  |    | 1 | 6 | 7   |
| Bo Berglund         | 5  | 2 | 4 | 6   |
| Vladimir Gostioujev |    | 1 | 5 | 6   |